# Spathius laflammei
Spathius laflammei är en stekelart som beskrevs av Léon Abel Provancher 1880. Spathius laflammei ingår i släktet Spathius och familjen bracksteklar. Inga underarter finns listade i Catalogue of Life.